# Steeve Joseph-Reinette
Steeve Joseph-Reinette (Parigi, 2 dicembre 1983) è un ex calciatore francese, di ruolo difensore.

## Carriera

### Club
Dopo aver giocato con varie squadre di club, tra cui anche la Cisco Roma, nel 2010 viene mandato in prestito dallo Slavia Sofia al Sibir' Novosibirsk, squadra del campionato russo.
Il 22 agosto 2010 arriva il debutto in Prem'er-Liga, in Sibir' Novosibirsk-Amkar Perm' 1-0.